# Billy Campbell
William Oliver Campbell, ameriški filmski in televizijski igralec, * 7. julij 1959 Charlottesville, Virginija, ZDA. 
Najprej je zaslovel s svojo ponavljajočo se vlogo Lukea Fullerja v televizijski seriji Dinastija in Rocketeer. Nato je postal znan po vlogi Ricka Sammlerja v Once and Again, detektivu Joeyju Indelli v Crime Story, Jordanu Collierju v 4400 in dr. Jonu Fieldingu v miniseriji Tales of the City. Njegovi najbolj znani nastopi v filmih so The Rocketeer, Drakula in Dovolj mi je. Upodobil je tudi Darrena Richmonda v televizijski seriji AMC Umor, dr. Alana Farraguta v seriji Helix in detektiva Johna Cardinala v oddaji CTV Cardinal.